# Daniel Nyboe Andersen
Daniel Nyboe Andersen er en dansk politiker, der er folketingskandidat i Aalborg for Det Radikale Venstre.

## Politik
I april 2001 blev Andersen valgt som folketingskandidat i Aalborg Østkredsen. Senere samme år, blev han medlem af partiets hovedbestyrelse.
Ved folketingsvalget i 2005, endte Andersen med at blive 1. suppleant til Folketinget for Marianne Jelved, med 794 personlige stemmer (1.317 stemmer inkl. tildelte listestemmer).
Ved kommunalvalget 2005, blev han valgt ind i Aalborg kommunes byråd med 493 personlige stemmer.
Den 2. februar 2009 blev Andersen valgt som spidskandidat for De Radikale i Aalborg til kommunalvalget den 17. november 2009.
Ved folketingsvalget 2011 fik Andersen 1.147 personlige stemmer og blev dagen efter valget spået til at få det andet mandat i Nordjylland, efter Marianne Jelved. To dage efter valget fik Andersen besked om, at han alligevel ikke blev valgt ind på grund af en optællingsfejl. Det ekstra mandat gik derfor til Nordsjællands storkreds, hvor Christian Friis Bach fra Det Radikale Venstre blev valgt ind. Mandatet gik til Bach på grund af et godt personligt valg for Margrethe Vestager i Nordsjælland.
Ved kommunalvalget i 2017 mistede Daniel Nyboe Andersen sit mandat i Aalborg Byråd og tabte derved 1. viceborgmesterposten i Aalborg Kommune.

## Bestyrelsesposter
Ud over at være medlem af Det Radikale Venstres hovedbestyrelse, er Daniel Nyboe Andersen også bestyrelsesmedlem hos Fokus Folkeoplysning siden oktober 2003, Nordjyllands Trafikselskab siden juni 2006, DANVA Dansk Vand- og spildevandsforening siden april 2010, Aalborg Forsyning Holding A/S siden januar 2010 og Aalborg Forsyning Service A/S siden januar 2010. Desuden er han formand for Aalborg Forsyning Vand A/S og rg Forsyning Vand Enterprise A/S siden januar 2010, samt næstformand for Aalborg Forsyning Kloak A/S siden januar 2010.

### Tidligere poster
- April 1999 – September 1999: Næstformand for Radikal Ungdom Aalborg.
- September 1998 – Oktober 2000: Hovedbestyrelsesmedlem i Radikal Ungdom.
- September 1999 – April 2002: Formand for Radikal Ungdom Aalborg.
- Februar 2003 – Oktober 2003: Medlem af daghøjskolen FOKUS' bestyrelse.
- April 2002 – Marts 2004: Bestyrelsesmedlem i Radikal Ungdom Aalborg.
- April 2003 – Maj 2005: Næstformand for Det Radikale Venstre i Aalborg.
- Janaur 2004 – December 2005: Forældrebestyrelsmedlem i Vuggestuen Spiren, Aalborg.
- Maj 2000 – April 2006: Bestyrelsesmedlem i Det Radikale Venstres vælgerforening i Aalborg.
- Januar 2003 – December 2006: Suppleant til Lejbjergcentrets bestyrelse.
- April 2002 – April 2007: Amtsbestyrelsesmedlem i Det Radikale Venstre  i Nordjylland.
- Oktober 2007 – December 2009: Medlem af bestyrelsen for Fiskeri – LAG Midt-Nord

## Privat
Daniel Nyboe Andersens far er underviser i software. Moderen, Agnete Nyboe Andersen, er journalist. Daniel Nyboe Andersen er desuden barnebarn af journalisten og chefredaktøren Svend Nyboe Andersen, der arbejdede som korrespondent i Tokyo igennem mange år i 1960-70'erne, før han vendte hjem og blev chefredaktør på Roskilde Tidende.
Daniel Nyboe Andersen har siden 1998 boet i Aalborg med kæresten Laila og deres to børn.